# The Heretics
Pour plus de détails, voir Fiche technique et Distribution.
The Heretics  est un film d'horreur canadien réalisé par Chad Archibald et sorti en 2017.

## Fiche technique
Sauf indication contraire, les informations mentionnées dans cette section peuvent être confirmées par les bases de données cinématographiques IMDb et Allociné,  présentes dans la section « Liens externes ».
- Titre original : The Heretics
- Réalisation :   Chad Archibald
- Scénario :
- Décors :
- Costumes :
- Photographie :
- Montage :
- Musique : Steph Copeland[1]
- Production :
- Sociétés de production : Black Fawn Films[2] / Breakthrough Entertainment
- Sociétés de distribution :
- Pays d'origine :  Canada
- Langue originale : anglais
- Genre : horreur / gore
- Durée : 87 minutes
- Date de sortie : Canada : 1er novembre 2017[3]

## Distribution
Sauf indication contraire, les informations mentionnées dans cette section peuvent être confirmées par les bases de données cinématographiques IMDb et Allociné,  présentes dans la section « Liens externes ».
- Nina Kiri : Gloria
- Ry Barrett : Thomas
- Jorja Cadence : Joan
- Will King : Kent